# 盛本昌広
盛本 昌広（もりもと まさひろ、1958年 - ）は、日本史学者。専攻は日本中世・近世史。
横浜市生まれ。慶應義塾大学文学部卒業、東京都立大学 (1949-2011)大学院修士課程修了。2000年、「日本中世の贈与と負担」で中央大学より博士（史学）の学位を取得。

## 著書
- 『日本中世の贈与と負担』校倉書房 歴史科学叢書 1997
- 『松平家忠日記』角川選書 1999 / 『家康家臣の戦と日常　松平家忠日記をよむ』角川ソフィア文庫 2022
- 『軍需物資から見た戦国合戦』洋泉社新書y 2008 / 吉川弘文館 読みなおす日本史 2020 ISBN　9784642071123
- 『贈答と宴会の中世』吉川弘文館 歴史文化ライブラリー 2008　ISBN　9784642056540、オンデマンド版 2021 ISBN　9784642756549
- 『中近世の山野河海と資源管理』岩田書院 2009
- 『戦国合戦の舞台裏 兵士たちの出陣から退陣まで』洋泉社歴史新書y 2010、増補新版2016
- 『中世南関東の港湾都市と流通 地域の中世』岩田書院 岩田選書 2010
- 『草と木が語る日本の中世』岩波書店 2012
- 『境界争いと戦国諜報戦』洋泉社歴史新書y 2014 / 吉川弘文館 読みなおす日本史 2021 ISBN　9784642071123
- 『本能寺の変 史実の再検証』東京堂出版 2016
- 『鎌倉武士と横浜　市域と周辺の荘園・郷村・寺社』有隣堂 有隣新書 2021

### 共編
- 『網野善彦著作集』稲葉伸道・桜井英治・山本幸司共編 岩波書店 2007‐09
- 『戰國遺文 房総編』全4巻 黒田基樹・佐藤博信・滝川恒昭共編 東京堂出版 2010‐2013